# Дворец и крепость
«Дворец и крепость» — советский фильм 1924 года режиссёра Александра Ивановского, сюжет основан на реальной истории Михаила Бейдемана, по роману Ольги Форш «Одеты камнем» и повести Павла Щёголева «Таинственный узник».

## Сюжет
О судьбе Михаила Бейдемана, без суда и следствия, лишь одним приказом Александра II, в возрасте 21 года заключённого в Петропавловской крепости и проведшего там более двадцати лет.
Начальные титры: «В стенах Петропавловской крепости томятся враги русского самодержавия, а на другом берегу Невы красуется Зимний дворец…».
Недалеко в маленькой квартирке со своей матушкой и сестрами живет юнкер Бейдеман, влюблённый в Веру — дочь богатого помещика Лагутина, руки которой добивается и князь Куракин. В это время народовольцы подрывают карету с царем, и власти устраивают облаву на противников самодержавия. И следующие двадцать лет Бейдеман проведёт в стенах Петропавловской крепости. Состарившегося, практически лишившегося разума, его освобождают из застенков крепости, но Бейдеман просто не в состоянии это осознать. Случайная встреча с Верой становится концом для обоих бывших влюблённых — они едва узнают друг друга, и ошарашенные неожиданным свиданием, умирают.

## В ролях
- Евгений Боронихин — Михаил Бейдеман
- Юрий Корвин-Круковский — Лагутин, помещик
- Елена Хмелевская — Вера Лагутина, дочь помещика
- Мария Юрьева — мать Бейдемана

- Сергей Шишко — Сергей Нечаев
- Геннадий Мичурин — Дмитрий Каракозов
- Леонид Добровольский — Александр II
- Яков Малютин — Александр III
- Надежда Комаровская — Мария Александровна, императрица
- Николай Шмидтгоф — князь Гагарин
- Кондрат Яковлев — граф Муравьев
- Александр Любош — граф Игнатьев
- Аркадий Борисоглебский — граф Шувалов
- Пётр Андриевский — комендант
- Пётр Кузнецов — смотритель
- Елена Туманская — Марфа
- Алексей Горюшин — Пётр, жених Марфы
- Раиса Мамонтова — Викторина, сестра Бейдмана
- Дмитрий Сергеев-Черкасов — Палисадов, священник
- Михаил Романов — узник
- Владимир Ромашков — швейцар

В эпизодах: Сергей Васильев, Эдуард Иогансон, Алексей Масеев и другие.

## Критика
Фильм был хорошо принят и советским зрителем и с успехом демонстрировался в течение длительного времени.
При этом имевший высокую стоимость — не менее 100 000 рублей золотом, фильм окупился в прокате.
Фильм стал одним из первых успехов советского кинематографа, признанным в ряде зарубежных стран, в частности в Германии.

Тщательность, серьезность в подходе к историческому материалу выделяли картину «Дворец и крепость» из общей кинематографической продукции начала 20-х годов.— История советского кино, Том 1 / Институт истории искусств. — М.: Искусство, 1969
Признанный удачным, в истории советского кино фильм занял почётное место как определивший в 1920-х годах тему историко-революционного фильма, которой в дальнейшем суждено было стать главной в советском кино на десятилетия.
Киновед Н. А. Лебедев отметил как удачное применение режиссёром монтажа по контрасту сцен, так и художественное оформление фильма — натурные съёмки проходили в подлинных местах событий — Зимнем дворце и Петропавловской крепости, на площадях и улицах города, а декорации фильма работы художников Бориса Рериха и Владимира Щуко были оценены как прекрасные, не только восстанавливающие ход событий, но и воспроизводившие колорит эпохи.
Киновед Р. П. Соболев отмечал, что сценарий фильма как исторической драмы создан по канонам того времени — драма была показана в форме бытовых обстоятельств и характеров героев, а не как позже в кинематографии в форме конфликта идей, при этом сюжет оказался перегружен интересным и обильным материалом — факты действительной истории превосходили любой вымысел:

Фильм не освободился от сценарных «излишеств», и это породило нередкий в искусствознании парадокс в его оценках: по выходе фильма критики жаловались, что исторических эпизодов слишком много и они мешают следить за личной драмой Бейдемана, а спустя три десятилетия было сказано совершенно обратное — что драматическая сюжетная линия банальна и потому не способна объединить воедино интересные исторические факты.
При этом фильм негативно оценивался представителями «формализма», так Виктор Шкловский назвал фильм слабым, контрастный монтаж неудачным — авторы показали здесь «своё кинематографическое бессилие», а сюжет хоть и интересным, но не кинематографичным:

Сценарий «Дворец и крепость» чрезвычайно традиционен, вся первая часть его как будто убежала из какой-то другой картины. Напрасно бегала, ей и там было хорошо. Я, конечно, никого не обвиняю в плагиате — общие места не плагиатируются. Незачем делать фильму из погони всадников за тройкой, танцев мужичков, барина на колонном крыльце и т. п. Вина во всем этом, конечно, лежит не на П. Щеголеве, который как историк не обязан понимать законы кинематографии, да и искусства вообще, а на талантливой Ольге Форш.
Кинокритик Владимир Недоброво так оценивал фильм: «Для 24 года „Дворец и крепость“ Ивановского — достижение, может быть, даже весьма значительное. Точность стиля, подлинность исторической архитектуры, впервые открываемый перед массовым зрителем материал, корректное пользование монументальными декорациями — были достоинством ленты. Но привычные для Ивановского, как оперного режиссёра, методы строения зрелища оказали ему в кино медвежью услугу. Фильм был безнадёжно театральным по композиции, аморфным и вялым по монтажу, докучно литературным по надписям».